# Suche dni
Suche dni (dni kwartalne; łac. Quatuor Tempora) – w tradycji Kościoła łacińskiego kwartalne dni postu obejmujące środę, piątek i sobotę, obchodzone na początku każdej z czterech pór roku, tj.:
- zimowe: po św. Łucji (13 grudnia) czyli w trzecim tygodniu Adwentu [grudzień];
- wiosenne: po I niedzieli Wielkiego Postu [luty–marzec];
- letnie: po Zesłaniu Ducha Świętego (czyli według tradycyjnego kalendarza: w trakcie oktawy Zesłania Ducha Świętego) [maj–czerwiec]
- jesienne: po święcie Podwyższenia Krzyża Świętego (14 września) czyli w trzecim tygodniu września[2].

## Historia i pierwotny sens obchodów
Suche Dni należą do najstarszych elementów kalendarza liturgicznego obrządku rzymskiego: obchodzono je prawdopodobnie już w wieku III, a na pewno w wieku IV. Do roku 1095 były częściowo świętami ruchomymi; obecny układ (wyszczególniony powyżej) wprowadził Grzegorz VII.
Trzy serie Suchych Dni zastąpiły trzy święta rolnicze religii rzymskiej: Suche Dni letnie zastąpiły święto żniw (feriae messis), jesienne – święto winobrania (feriae vindemiales), a zimowe – święto zasiewów (feriae sementinae). Czwartą (wiosenną) serię dodano później.
Obchód Suchych Dni był obowiązkowy do roku 1970, kiedy to wprowadzono nowy kalendarz rzymski. Do momentu wejścia w życie konstytucji apostolskiej Pænitemini w 1966 roku obowiązywał w te dni post ścisły. Liturgia tych dni w tradycyjnym obrządku rzymskim jest szczególnie uroczysta: przez cały rok we mszy są prawie zawsze tylko dwa czytania, natomiast w środy Suchych Dni – trzy, a w soboty Suchych Dni – siedem. 

## Suche Dni w nowym obrządku rzymskim
W 2002 roku (trzecie wydanie typiczne Mszału Rzymskiego) ponownie wprowadzono możliwość obchodzenia Suchych Dni również w nowym obrządku rzymskim (zreformowanym po Soborze Watykańskim II), ale w formie zmienionej i nieobowiązkowej. Ich termin i formę może określić lokalny ordynariusz. Obchody te winny służyć odnowie duchowej wiernych poprzez obchody liturgiczne, praktyki pokutne i akcje duszpasterskie. 
Tradycyjnie Suche Dni, również w nowym obrządku rzymskim, nierzadko zachowują pewien związek z tematyką czterech pór roku, natomiast w Polsce zaproponowano następujące sformułowania intencji modlitewnych:
- na Suche Dni zimowe: Dni modlitw o życie chrześcijańskie rodzin;
- na Suche Dni wiosenne: Dni modlitw o ducha pokuty;
- na Suche Dni letnie: Dni modlitw o powołania do służby w Kościele;
- na Suche Dni jesienne: Dni modlitw za dzieci, młodzież i wychowawców.[9]

## Ciekawostki
Od łacińskiej nazwy Suchych Dni Quatuor Tempora pochodzi nazwa japońskiej potrawy tempura, nie zawierającej mięsa, więc możliwej do spożycia w dni postne.
Z kolei od nazwy polskiej pochodzi nazwa miejscowości Suchedniów. 